# Ba (mitología)

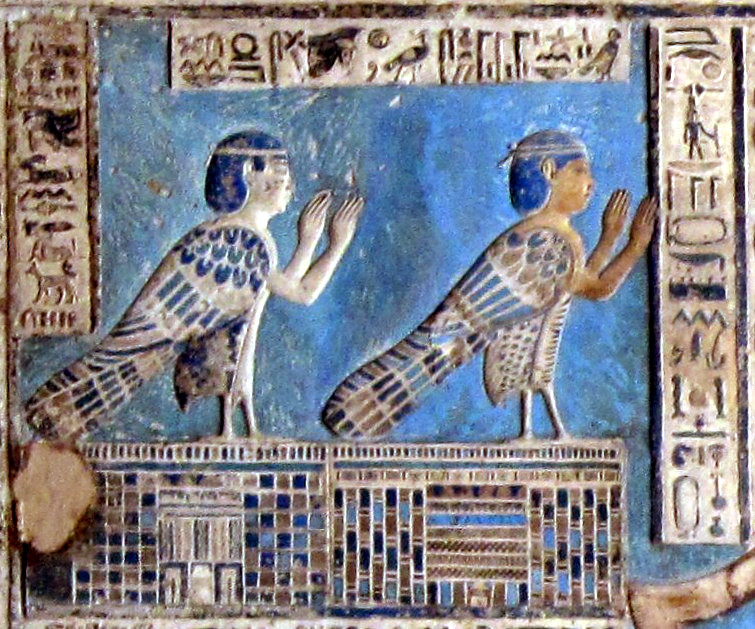
Dos imágenes de Ba sobre falsas puertas esculpidas en el Templo de Dendera, Egipto.

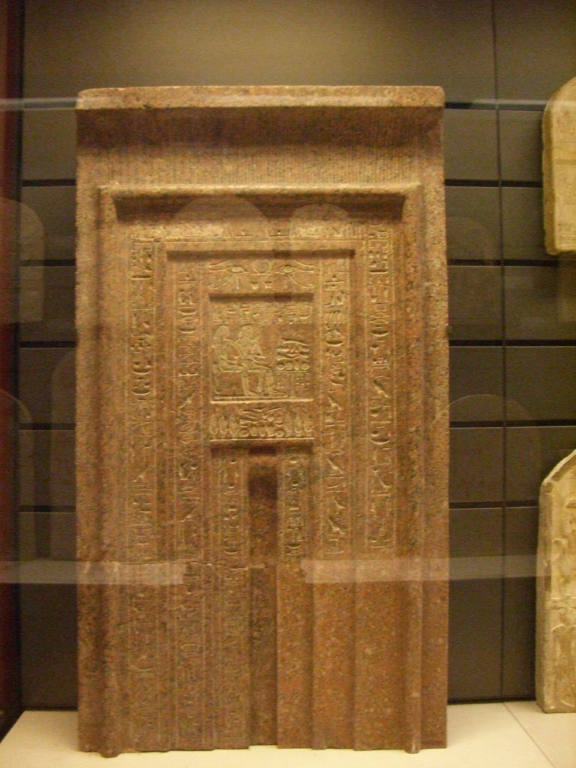
"Falsa puerta" en la tumba de Rejmira. Dinastía XVIII. Louvre.

Según la mitología egipcia, el ba es una fuerza anímica, un componente de la parte espiritual del hombre, que supone la fuerza animada de cada ser fallecido, o la personalidad espiritual manifestada una vez acaecida la muerte. 
Es un concepto referente al difunto y no al hombre vivo; el ba era una especie de mediador entre el mundo de los dioses y la Tierra, pues tenía movilidad y hacía posible que ambos mundos se relacionaran. Era el medio que tenía el difunto para desplazarse y reunirse con su ka que permanecía en la tumba.
El ba abandonaba el cuerpo en el momento de la muerte del individuo y ascendía al reino celestial pero, cada noche, debía acudir al sepulcro para alojarse en el cuerpo del difunto, iba y venía del mundo de los dioses a la tumba. El ka y el ba eran componentes indisociables, se necesitaban uno a otro, y la destrucción del cuerpo implicaba la eliminación del ba.
Esto hizo necesario embalsamar el cuerpo, y que en las tumbas se esculpieran estatuas del difunto y "Falsas Puertas", para que el ba reconociera el soporte material que le debía sustentar. En previsión de que el cuerpo se corrompiera, se incluían en las tumbas estatuas de los fallecidos, para que pudieran servir de cobijo al ba.
El ba de las divinidades se manifestaba en encarnaciones terrenales, como animales, en estatuas sagradas, y en otras entidades divinas asociadas: Osiris era considerado el ba del dios Ra. También tenían ba ciertos objetos, tales como las pirámides.
Para los antiguos egipcios los componentes del espíritu humano eran: Ib (el corazón), Ka (la fuerza vital), Ba (la fuerza anímica), Aj (fuerza espiritual), Ren (el nombre/la identidad) y Sheut (la sombra).

## Iconografía
La representación del ba en jeroglífico es una cigüeña africana o jabiru, o bien un ave con cabeza humana; en el Imperio Nuevo como halcón con cabeza y brazos humanos; como carnero, grulla, etc.
| G29 |
El ba es eterno y su naturaleza es muy cercana a la de los dioses: neteru; se representaba como cigüeña africana o jabiru (Mycteria ephippiorhyncus seu senegalensis).
| G30 |
Representada como tres jabirú significaba "el poder", "todas las manifestaciones divinas".
| G53 |
Un ave con cabeza humana simbolizaba al espíritu unido al cuerpo, o que ya se ha separado.
| E10 |
El ba representado como carnero es un espíritu divino principal.
| R7 |
El signo del ba como llama sería la reminiscencia de una antigua teoría religiosa donde las estrellas del cielo eran, simplemente, innumerables ba iluminadas por su luz.